# Santa Cruz (Kaapverdië)
De gemeente Santa Cruz is een van de 22 gemeenten binnen Kaapverdië en ligt in het oosten van het eiland Santiago. De hoofdplaats van de gemeente is Pedra Badejo.

## Politiek
Kaapverdië wordt op landelijk en op gemeentelijk niveau beheerst door twee partijen: aan de linkerzijde door de PAICV en aan de rechterzijde de MpD.

## Economie
De bevolking werkt in de landbouw, vee en bosbouw.